# Ed Cota
Eduardo Enrique Cota, detto Ed (Los Angeles, 19 maggio 1976), è un ex cestista statunitense naturalizzato panamense, professionista in Europa.

## Palmarès

### Squadra
- Campionato belga: 1

Ostenda: 2001-02
- Campionato lituano: 2

Žalgiris Kaunas: 2002-03, 2003-04
- Coppa di Israele: 1

Hapoel Gerusalemme: 2006-07
- FIBA Europe League: 1

Dinamo San Pietroburgo: 2004-05

### Individuale
- McDonald's All-American Game (1996)
- Miglior tiratore da tre punti CBA (2001)